# کندی باور
کندی باور (انگلیسی: Candy Bauer؛ زادهٔ ۳۱ ژوئیهٔ ۱۹۸۶) ورزشکار بابسلد اهل آلمان است.
وی در مسابقات کشوری و بین‌المللی در مجموع برندهٔ ۲ مدال طلا شده‌است.